# Монстри проти чужих
Монстри проти чужих (англ. Monsters vs. Aliens) — американський комп'ютерний анімаційний фільм 2009 року від студії DreamWorks Animation. Прем'єра в США відбулася 27 березня 2009 року. В Україні фільм було презентовано 19 березня того ж року.
Це перший художній фільм студії DreamWorks Animation, який був безпосередньо створений у 3D-форматі замість конвертації у 3D після завершення, що додало 15 мільйонів доларів до бюджету фільму.

## Сюжет
Іноді на весіллях трапляються невеликі неприємності. Для С'юзан Мерфі такою неприємністю виявилося потрапити під багатотонний метеорит. Речовина всередині брили наділила її надсилою і гігантським ростом. Військові структури її зловили, приспали і відправили на секретну базу, на якій вже коротали час четверо монстрів: Відсутня Ланка, Комахозавр, Б. О.Б. і доктор Тарган.
Як виявилось, за речовиною, що потрапили в С'юзан і званою квантоніем, полює Шестиокий іншопланетянин Галактазар, який надіслав величезного робота для його вилучення. Щоб побороти сталеве чудовисько, вирішено було випустити проти нього монстрів. Робот переможений, і Галактазару доводиться особисто прибути за квантоніем на Землю.
Галактазар забирає на свій корабель С'юзан, вилучає з неї квантоній, унаслідок чого вона повертається до своїх колишніх розмірів. Далі іншопланетянин хоче заселити Землю своїми клонами. Тим часом монстри висаджуються на корабель, звільняють С'юзан і доктор Тарган зламує головний комп'ютер і запускає механізм самознищення космічного судна Галактазара. У фінальній битві між Галактазаром і С'юзан, вона знову знаходить силу і зростає, поглинувши квантоній, і рятує себе і монстрів. Корабель знищений, Земля врятована, а п'ятірку чекає нове завдання там, де С'юзан мріяла побувати — у Парижі.
Сцена після титрів: у секретній базі президент Гетвей приймає генерала Воякера в штат. Той просить кави, але президент випадково натискає кнопку виклику ядерних ракет. Президент наказує йти в бомбосховище на 500 років, а потім звертається до глядачів із питанням: «Хто заморозить мій мозок?».

## Персонажі
- С'юзан (Гігантика) (англ. Susan Murphy/Ginormica) — головна героїня мультфільму, мила і сором'язлива дівчина, на яку в день її весілля з Дереком Дітлом падає метеорит, наповнений квантонієм (найпотужнішою речовиною у Всесвіті). У результаті С'юзан виростає розміром з п'ятиповерховий будинок. Спочатку вона не сприймає себе як монстра і відчайдушно хоче повернутися до колишнього життя. Після серії неймовірних подій разом з іншими монстрами С'юзан багато чого розуміє про себе і свої взаємини з Дереком.
- Відсутня Ланка (англ. The Missing Link) — рибо-людина, відсутня ланка між доісторичними рибами та доісторичною людиною. Був заскочений зненацька Льодовиковим періодом у момент еволюціонування, при виході з води на сушу (простіше кажучи, замерз). 20 тисяч років опісля вчені розтопили лід, але не встежили за своєю важливою знахідкою. Рибо-людина втекла і зробила спробу повернутися у звичне середовище перебування. Через багато років, проведених у секретній лабораторії, він все ще самовпевнений мачо, хоча злегка і втратив фізичну форму. Незважаючи на це, Відсутня Ланка відважно кидається в атаку і захоплює за собою монстро-загін. Любить лякати дівчат на пляжах. Добре плаває.
- Б. О. Б. (Бензоат Остилізин Бікарбонат) (англ. BOB) — безформний і драглистий, з єдиним оком, схожий на слайм Б.O.Б. — результат схрещування генетично модифікованого помідора і десертного майонезу, напханого хімікаліями. Це непереможна істота з неймовірним апетитом. У Б.O.Б.а немає мозку, але він є серцем компанії, хоча, технічно, серця у нього немає теж. Можливо, він не найвидатніший монстр, але в підсумку найгеніальніший план дозріває саме у нього.
- Доктор Тарган (англ. Dr. Cockroach Ph.D.) — під час експерименту, метою якого було наділити людей здатністю до виживання, яка є у тарганів, пристрій виходить з ладу (як це зазвичай буває). Геніальний мозок вченого залишається недоторканим, але тепер він знаходиться в голові таргана. Доктор Тарган, наполовину людина, наполовину комаха, неймовірно вишуканий і ввічливий, якщо його раптом не відвернути зіпсованими залишками їжі. Він винаходить і конструює геніальні пристосування, у яких як і раніше зустрічаються «невеликі» побічні ефекти. Доктор наук в області танців.
- Комахозавр (англ. Insectosauraus) — ядерна радіація перетворила малесеньку гусеницю в стометрового монстра, який поточив зубки об хмарочоси в Токіо. Завдяки своїм неймовірним розмірам і здатності виробляти шовк із ніздрів, він просто незамінний у боротьбі з прибульцями. Розмовляє нечленороздільними криками, схожими на крики Ґодзілли, розуміти які може тільки його опікун Відсутня Ланка. У результаті пострілу з космічного корабля Галактазара, Комахозавр стає лялечкою і перетворюється на гігантського метелика (Метеликозавра).
- Дерек Дітл (англ. Derek Dietl) — наречений С'юзан. Він веде прогнози погоди на місцевому телеканалі, а мріє про випуски новин на головному. Він відкидає медовий місяць в Парижі на користь співбесіди в Північній Каліфорнії. Зрештою, С'юзан кидає його.
- Галактазар (англ. Gallaxhar) — головний лиходій мультфільму. Іншопланетянин, напівгуманоід, напівкальмар, Галактазар знищив свою власну планету і тепер хоче поневолити чужу, щоб побудувати на ній світ своїх клонів. Він тиняється по галактиці в пошуках підходящої планети, а також квантонію. Лише з допомогою цієї речовини він може завершити свій злочинний план по захопленню Всесвіту.
- Генерал Воякер (англ. General Warren.R. Monger) — грубий і буркотливий генерал надає значення тільки діям — слова для нього не мають значення. Він тримає під вартою своїх монстрів, спочатку сам не знаючи, навіщо. Але коли на Землю приземляється Галактазар, генерал пускає їх у справу. Завжди має при собі парашут.
- Президент Гетевей (англ. President Hathaway) — несерйозний, з почуттям власної гідності, дурний, президент не хоче увійти в історію як президент, при якому була знищена Земля. Тому він швидко погоджується на пропозицію генерала Воякера виставити монстрів проти інопланетян. Якщо вони переможуть, президент буде виглядати генієм, ну а якщо програють — ніхто сумувати за ними не буде. Дуже злякався Гігантику, коли вперше її побачив. Змусив створити кнопки, які повністю схожі — дві великі і червоні кнопки — одна випускає ядерну зброю, друга — робить каву.
- Місіс Ронсон (англ. Mrs Ronnson) — секретарка, яка розносить каву. Під час представлення монстрів при кожному з них кричить.

## У ролях
- Різ Візерспун — С'юзан Мерфі (Гігантика)
- Вілл Арнетт — Відсутня Ланка
- Сет Роген — Б. О. Б.
- Г'ю Лорі — Доктор Тарган
- Рейн Вілсон — Галактазар
- Кіфер Сазерленд — Генерал Воякер
- Пол Радд — Дерек Дітл
- Стівен Кольбер — Президент Гетевей
- Джефрі Тембор — Карл Мерфі
- Емі Полер — комп'ютер Галактазара
- Джулі Вайт — Венді Мерфі
- Рене Зеллвегер — Кеті

## Український дубляж
- Катерина Сергеєва — Сьюзен
- Андрій Самінін — Доктор Наук Тарган
- Юрій Висоцький — Галаксар
- Констянтин Таран — Відсутня Ланка
- Борис Георгієвський — Генерал Воякер
- Дмитро Вікулов — Дерек Дітль
- Максим Кондратюк — Президент
- А також: Анатолій Борисенко, Лариса Руснак, В'ячеслав Дудко, Андрій Федінчик, Катерина Качан, Володимир Канівець, Микола Кашеїда, Ганна Кузіна, Василь Мазур, Дмитро Сова, Дмитро Вітер, Ірина Яценко, Наталія Заболотна, Дмитро Завадський та інші.

Фільм дубльовано студією «Постмодерн» у 2009 році.
- Режисер дубляжу — Констянтин Лінартович
- Перекладач і автор синхронного тексту — Федір Сидорук

## Саундтрек
Уся музика, де не вказано автора, написана Генрі Джекменом.
| #     | Назва                                 | Виконавець                  | Тривалість |
| ----- | ------------------------------------- | --------------------------- | ---------- |
| 1.    | «A Giant Transformation»              |                             | 3:05       |
| 2.    | «When You See (Those Flying Saucers)» | The Buchanan Brothers       | 2:17       |
| 3.    | «Tell Him»                            | The Exciters                | 2:35       |
| 4.    | «A Wedding Interrupted»               |                             | 2:09       |
| 5.    | «Meet the Monsters»                   |                             | 2:29       |
| 6.    | «Planet Claire»                       | The B-52's                  | 4:37       |
| 7.    | «Do Something Violent!»               |                             | 2:07       |
| 8.    | «The Grand Tour»                      |                             | 2:10       |
| 9.    | «Oversized Tin Can»                   |                             | 3:38       |
| 10.   | «The Battle at Golden Gate Bridge»    |                             | 6:08       |
| 11.   | «Didn't Mean to Crush You»            |                             | 1:51       |
| 12.   | «Reminiscing»                         | Little River Band           | 4:14       |
| 13.   | «Imprisoned by a Strange Being»       |                             | 5:28       |
| 14.   | «Galaxar as a Squidling»              |                             | 2:06       |
| 15.   | «March of the Buffoons»               |                             | 5:15       |
| 16.   | «Wooly Bully»                         | Sam the Sham і the Pharaohs | 2:21       |
| 17.   | «Susan's Call to Arms»                |                             | 3:02       |
| 18.   | «The Ginormica Suite»                 |                             | 5:51       |
| 19.   | «Monster Mojo»                        |                             | 2:08       |
| 20.   | «The Purple People Eater»             | Sheb Wooley                 | 2:15       |
| 65:52 |                                       |                             |            |

## Продовження
Незважаючи на загальний успіх мультфільму, глава DreamWorks Animation — Джеффрі Катценберг оголосив, що студія не планує знімати його продовження, унаслідок провалу його прокату на деяких ключових міжнародних ринках. Тим не менш, «Монстри проти чужих» отримали продовження у вигляді короткометражних мультфільмів, які були анонсовані у вигляді спеціальних випусків влітку 2009 року. Тоді ж було також оголошено про те, що канал Nickelodeon замовив виробництво пілотного випуску телевізійної багатосерійної версії мультфільму. 27 вересня 2009 на каналі Nickelodeon був показаний 13-хвилинний «Великий відрив Б.О.Б.а», а згодом напередодні Хелловіну на каналі RTÉ One вийшов спеціальний святковий 30-хвилинний фільм «Монстри проти чужих: Гарбузи-мутанти з відкритого космосу». Також, на каналі Nickelodeon показують короткометражні мультфільми, які так і називаються — Монстри проти чужих.
Мультфільм не демонструється на Nikelodeon з середини 2015 року.

## Критика
На сайті Metacritic фільм отримав оцінку в 56 % (на основі 35 відгуків).
На сайті Rotten Tomatoes фільм отримав 72 % (145 схвальних відгуків і 57 негативних).

## Цікаві факти
- Початкова сцена мультфільму схожа на фінальну сцену «Люди в чорному 2».
- Музика, під яку Доктор Тарган зламує систему захисту комп'ютера корабля Галактазара, є піснею «Roses Are Red» гурту Aqua.
- Під час сцени гонитви в порожньому місті С'юзан і робота вона надягає на ноги машини, як ролики. Одна з цих машин — Chevrolet Camaro GT.
- В епізоді, де президент намагається вийти на контакт з роботом Галактазара, Гетевей грає на синтезаторі Yamaha DX7.
- Коротка мелодію на початку, яку грав президент перед роботом для того, щоб встановити контакт, — це мелодія з фільму «Близькі контакти третього ступеня» (США, 1977 р), у якому вчені для зв'язку з НЛО використовували таку ж мелодію. Після цього президент почав грати «Axel F».
- Коли Комахозавр, вилазячи з кокона, став метеликом, і був схожий на Мотру з фільму «Ґодзілла проти Мотри: Битва за Землю», де величезна гусениця оповилась коконом, а після перетворилась на величезного метелика.
- Людську подобу Доктора Таргана нагадує Г'ю Лорі (тобто того, хто його озвучив) у молодості. Також епізод появи доктора Таргана, де він зайшов у будку для експерименту і вийшов вже в зовнішності таргана, схожий на фільм «Муха», у якому вчений після експерименту над самим собою перетворюється в муху.
- Фраза іншопланетян «Нічого особистого, це просто бізнес» — відсилання до відомого вислова американського гангстера Аль Капоне.
- Президент Гетевей показує наприкінці мультфільму вітання вулканців зі Star Trek.
- С'юзан — єдиний в'язень, що носить відповідну форму. На її формі можна помітити номер 00005 — тобто, С'юзан — п'ятий монстр у в'язниці після Ланки, Б. О.Б.'а, Таргана і Комахозавра. Хоча це є помилкою, оскільки в мультфільмі згадується монстр «Людина-невидимка», померлий за 25 років до описуваних в мультфільмі подій. Отже, С'юзан повинна була носити форму з номером 00006.
- Сцена, коли на С'юзан падає метеорит і вона виростає до гігантських розмірів, відсилає до фільму «Напад гігантської жінки».